# Laqueus proprius
Laqueus proprius är en armfotingsart som beskrevs av Yoshitaka Yabe och Kishio Hatai 1934. Laqueus proprius ingår i släktet Laqueus och familjen Laqueidae. Inga underarter finns listade i Catalogue of Life.